# Národní park Foreste Casentinesi, Monte Falterona, Campigna
Národní park Foreste Casentinesi, Monte Falterona, Campigna (italsky Parco nazionale delle Foreste Casentinesi, Monte Falterona e Campigna) je italský národní park v severní části Itálie, ve vnitrozemí, v regionech Toskánsko a Emilia-Romagna. Park se nachází v Severních Apeninách, v oblasti Toskánsko-Emiliánských Apenin. Park tvoří hlavní hřeben Apenin směřující ze severozápadu na jihovýchod. Zatímco na východní straně (Emilia-Romagna) prudce klesá do údolí, na Toskánské straně postupně přechází do údolí řeky Arno. Nejvyššími vrcholy jsou Monte Falco (1 658 m) a Monte Falterona (1 654 m). Park má rozlohu 368 km² a byl založen v roce 1993.